# Белоградчик
Белоградчи́к (болг. Белоградчик) — місто в Видинській області Болгарії. Адміністративний центр громади Белоградчик.

## Населення
За даними перепису населення 2011 року у місті проживали 5173 особи.
Національний склад населення міста:
| Національність   | Кількість осіб | Відсоток |
| ---------------- | -------------- | -------- |
| болгари          | 3489           | 75,9 %   |
| цигани           | 1083           | 23,5 %   |
| турки            | 3              | 0,1 %    |
| Всього відповіли | 4599           |          |

Розподіл населення за віком у 2011 році:
Динаміка населення:

## Природа
Неподалік від міста розташовані пам'ятки природи: Белоградчицькі скелі і печера Венеца.

## Галерея

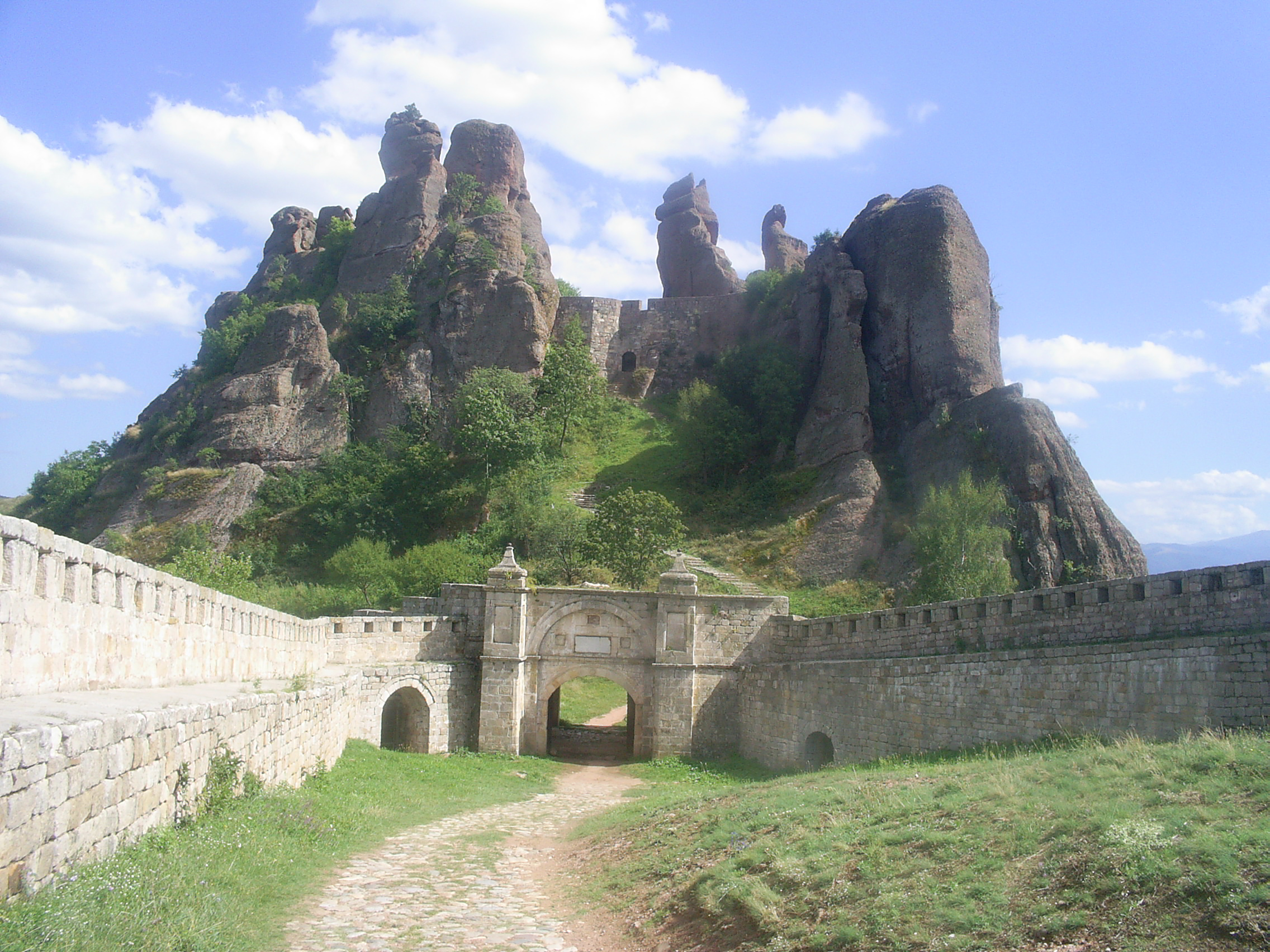
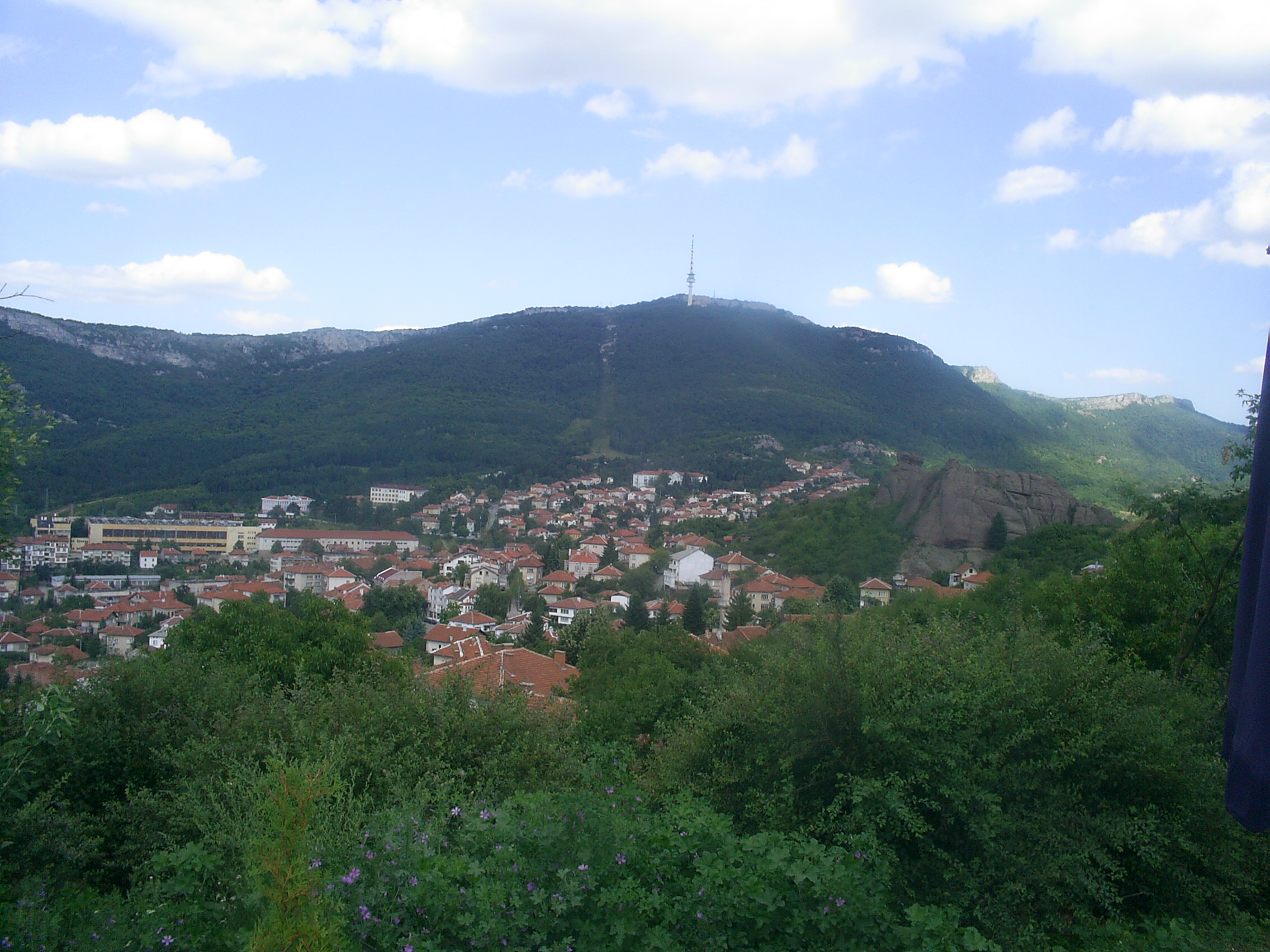
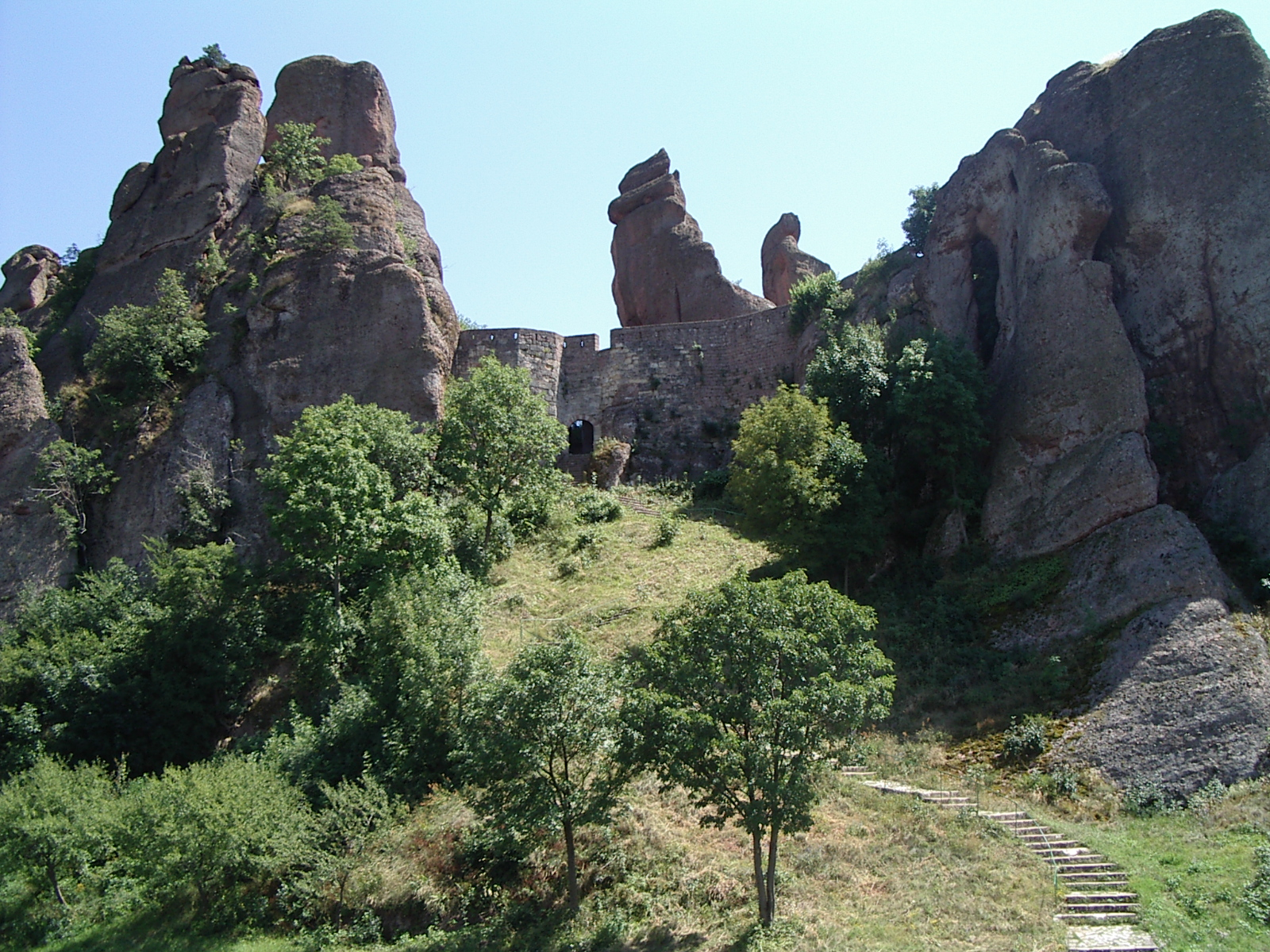
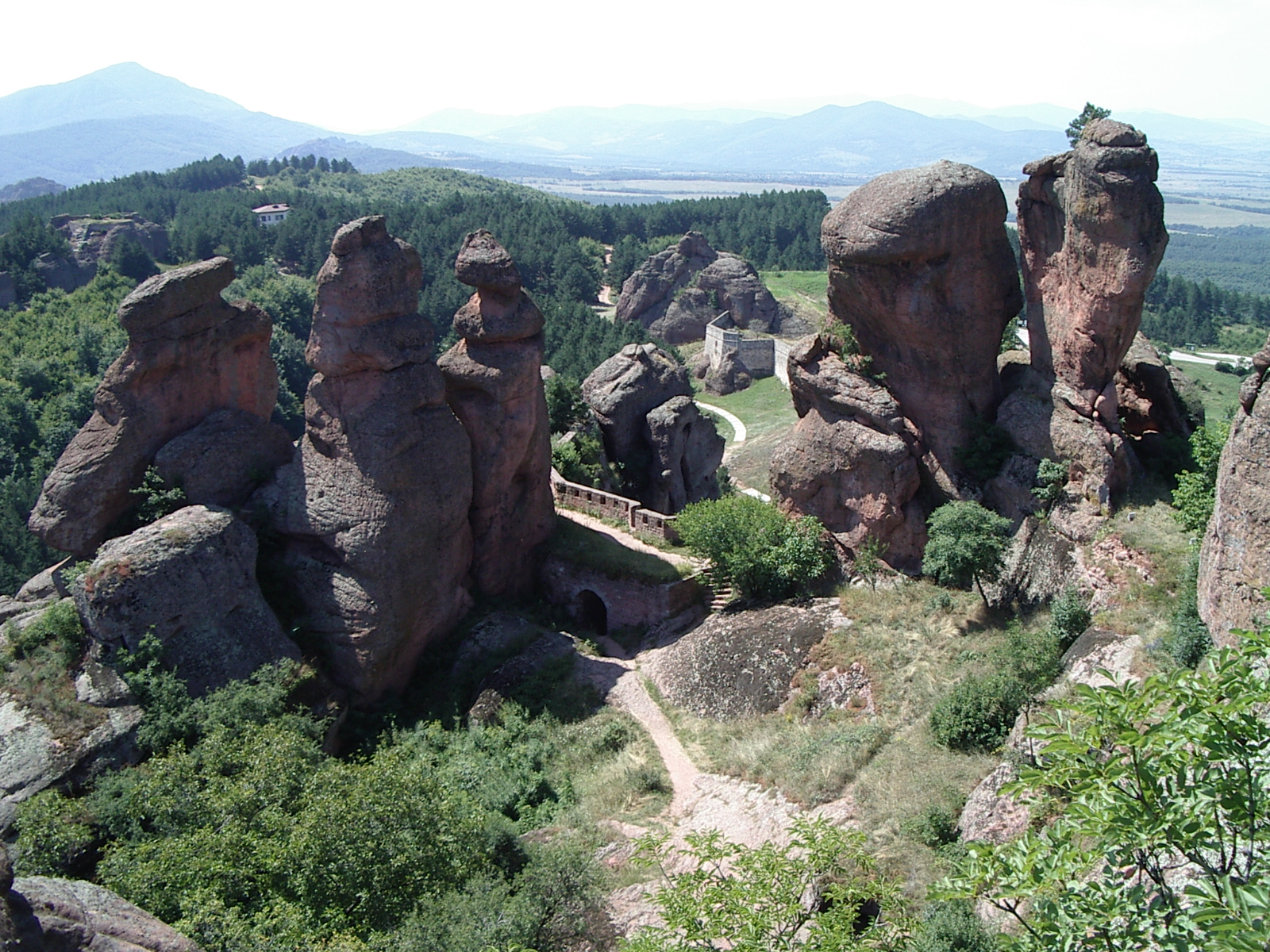
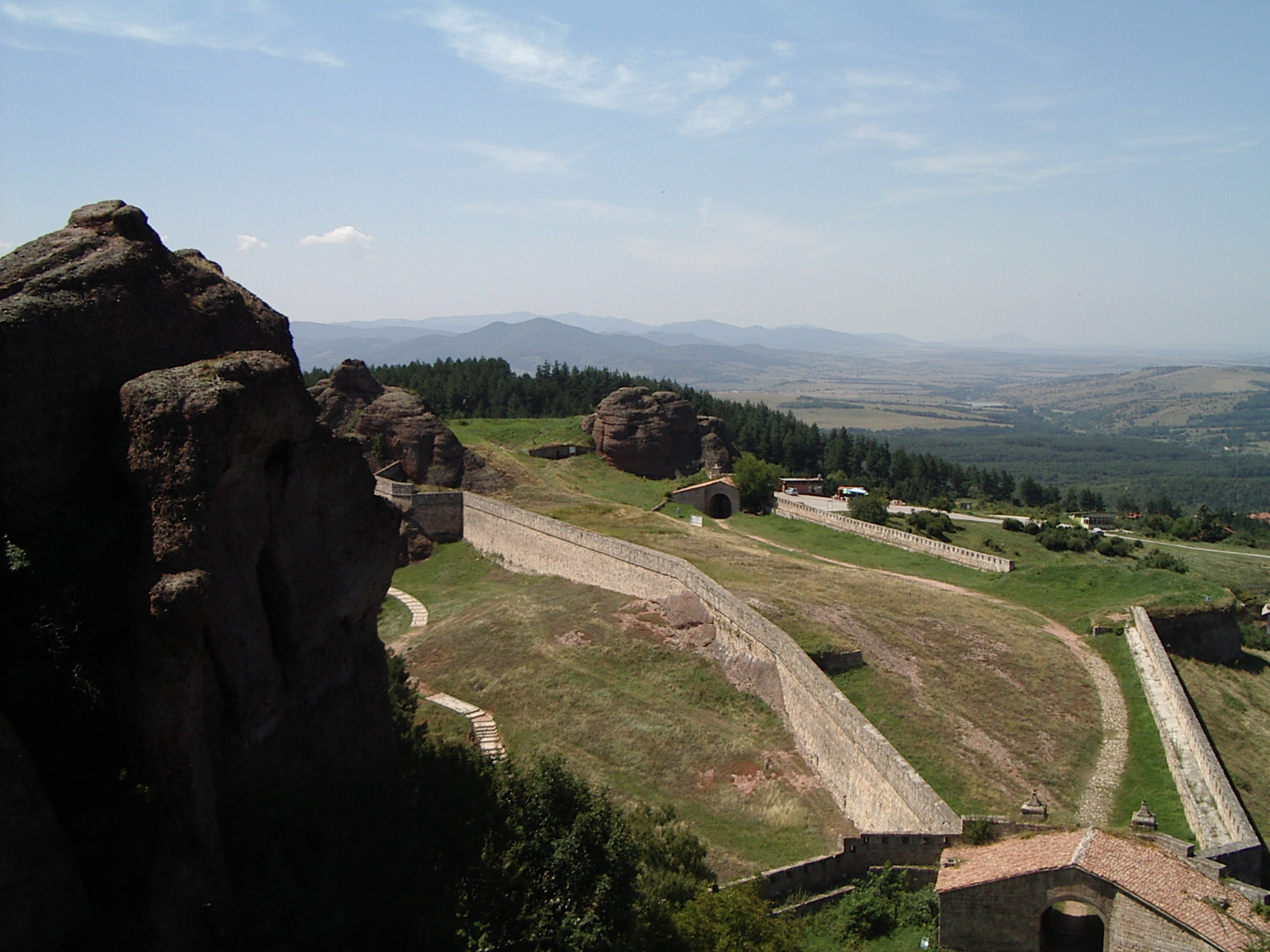